# Bagude
Bagude (llamada oficialmente San Bartolomeu de Bagude) es una parroquia y una aldea española del municipio de Puertomarín, en la provincia de Lugo, Galicia.

## Organización territorial
La parroquia está formada por cinco entidades de población:
- Acebedo (Acevedo)
- Bagude
- O Cunqueiro
- Rececendes
- Viduedo (Biduedo)

## Demografía

### Parroquia
| Gráfica de evolución demográfica de Bagude (parroquia) entre 2000 y 2020 |
|                                                                          |
| Datos según el nomenclátor publicado por el INE.                         |

### Aldea
| Gráfica de evolución demográfica de Bagude (aldea) entre 2000 y 2020 |
|                                                                      |
| Datos según el nomenclátor publicado por el INE.                     |